# Distrito de Pisacoma
El distrito peruano de Pisacoma es uno de los 7 distritos que conforman la Provincia de Chucuito, ubicada en el Departamento de Puno en el sudeste Perú, bajo la administración del Gobierno regional de Puno
Desde el punto de vista jerárquico de la Iglesia católica forma parte de la Prelatura de Juli en la Arquidiócesis de Arequipa.

## Historia
El distrito fue creado en los años de la Independencia del Perú (1821).

## Geografía
Distrito situado en el extremo sur,  el más alejado  al lago Titicaca  y fronterizo con Bolivia formando la divisoria el río Desaguadero en la laguna Aguallamaya.
Limita por el norte con el distrito  de Huacullani; al sur y al este con Bolivia  y al oeste con la vecina Provincia de El Collao, distritos de Capaso y Santa Rosa.

## Demografía
La población estimada en el año 2000 es de 10 930 habitantes.

## Capital
La Capital del distrito es la ciudad de Pisacoma ubicada sobre los 3 972 m s. n. m.

## Autoridades

### Municipales
- 2019 - 2022[3]
  - Alcalde: Gil Felipe Ticona Quispe, de Frente Amplio para el Desarrollo del Pueblo.
  - Regidores:

  1. Fausto León Hualpa
  2. Hugo Chambilla Loza
  3. Wilson Perca Flores
  4. Agustina Gonzales Chambilla
  5. Yames Chata Tesillo

## Festividades
- Noviembre: San Martín de tours